# Öhrlings Pricewaterhousecoopers
Öhrlings Pricewaterhousecoopers AB, oft auch PwC Sverige bzw. PwC Schweden genannt, ist ein schwedisches Unternehmen mit Sitz in Stockholm. Kerndienstleistungen des Unternehmens und seiner Tochtergesellschaften sind die Wirtschaftsprüfung und prüfungsnahe Dienstleistungen, die Steuerberatung sowie die klassische Unternehmens- bzw. Managementberatung, Transaktionsberatung und Corporate Finance. Die Gesellschaft gehört zum Netzwerk von PricewaterhouseCoopers International.

## Hintergrund und Geschichte
1933 gründete P. O. Öhrling Öhrlings Revisionsbyrå, das ab 1960 dem internationalen Netzwerk von Coopers & Lybrand angehörte. 1980 entstand Reveko durch den Zusammenschluss mehrerer kleinerer Unternehmen in Stockholm und Göteborg. Am Ende des Jahrzehnts gehörten die beiden Unternehmen zu den fünf größten Wirtschaftsprüfungsgesellschaften des Landes, als sie 1989 zu Öhrlings Reveko fusionierten. Ab 1995 wurde der Name in Öhrlings Coopers & Lybrand geändert, da die globale Marke konsistent genutzt werden sollte.
Ebenfalls 1933 war Price Waterhouse mit einer Niederlassung in den schwedischen Markt eingetreten und arbeitete schwerpunktmäßig mit schwedischen Tochtergesellschaften ausländischer Konzerne. Im Zuge des im Vorjahr vollzogenen Zusammenschlusses der globalen Netzwerke von Coopers & Lybrand und Price Waterhouse zu PricewaterhouseCoopers schlossen sich 1999 auch die beiden schwedischen Gesellschaften zusammen.
2018 veräußerte PwC Schweden einen Teil seines Buchhaltungs- und Lohnbuchhaltungsdienstleistungsbereichs unter dem Namen Aspia. 2022 beschäftigte PwC Schweden über 2800 Mitarbeiter an 22 Standorten. 

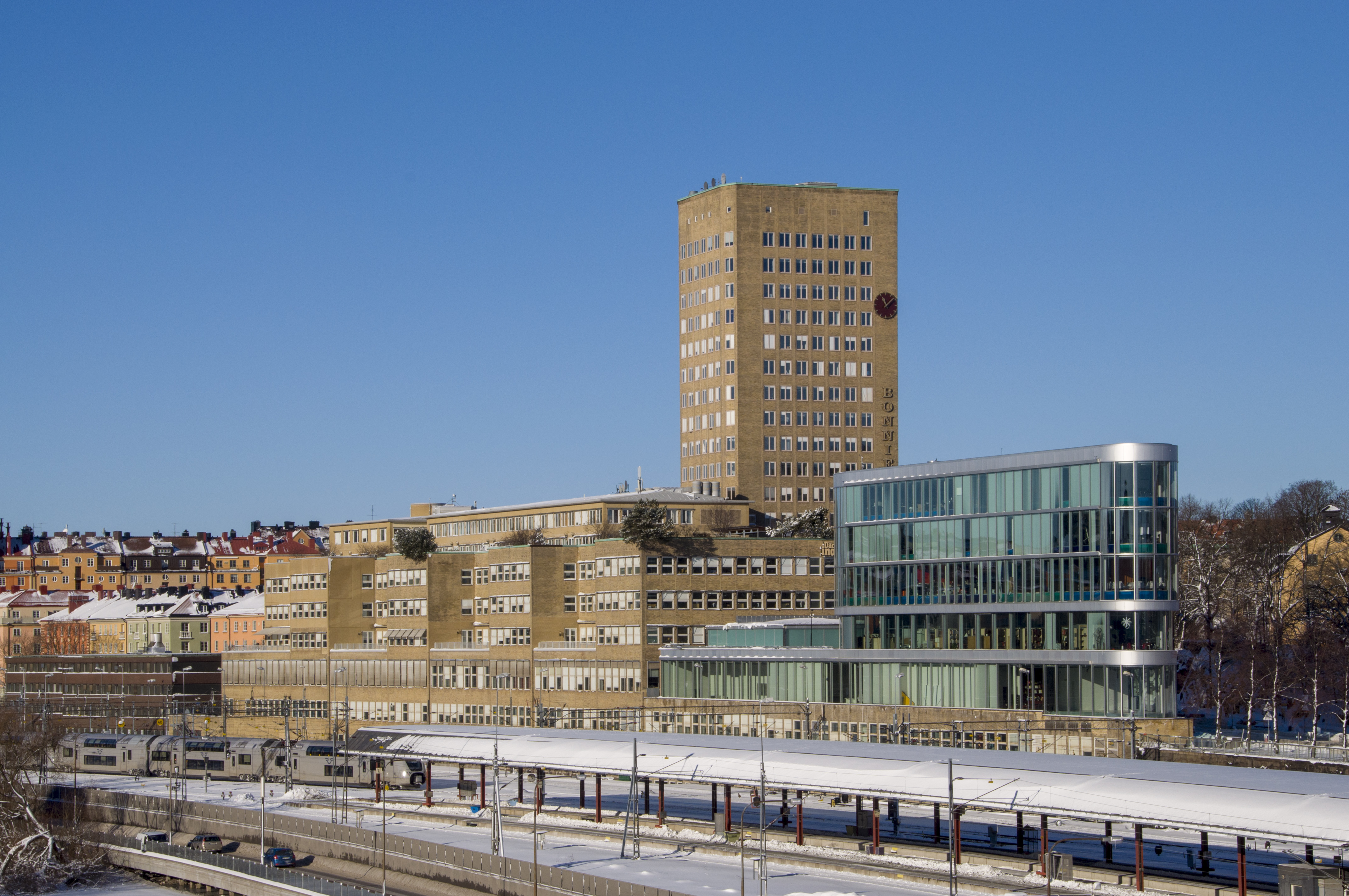
Bonnierhuset mit der Bonniers konsthall vorne rechts (2011)

PwC Schweden nutzt seit Mitte der 1990er Jahre das an der Torsgatan gelegene Hochhaus Bonnierhuset als Hauptsitz, in dem bis 2008 die namensgebende Firmenzentralen der Mediengruppe Bonnier saß. Bis zur folgenden Renovierung des Gebäudes war noch das alte Logo von Öhrings Reveko an der Außenfassade zu sehen. 2014 wurde der Mietvertrag um zwölf Jahre verlängert.